# Makoto Tanaka
Makoto Tanaka (jap. 田中誠 Tanaka Makoto; ur. 8 sierpnia 1975 w Shizuoce) – piłkarz japoński grający na pozycji obrońcy. Były reprezentant kraju.

## Kariera klubowa
Tanaka przez wiele lat związany był z jednym japońskim klubem – Júbilo Iwata, do którego trafił w 1994 roku. W 2009 roku został piłkarzem drugoligowego Avispa Fukuoka.

## Sukcesy
- Mistrz Japonii: 1997, 1999, 2002
- Wicemistrz: 1998, 2001, 2003
- Puchar Cesarza: 2003
- Puchar Ligi: 1998
- Mistrz Azjatyckiej Ligi Mistrzów: 1999
- Finalista Azjatyckiej Ligi Mistrzów: 2000, 2001
- Superpuchar Azji: 1999.

## Kariera reprezentacyjna
Tanaka reprezentował Japonię podczas Igrzysk Olimpijskich w Atlancie w 1996 roku. W dorosłej reprezentacji debiutował w 2004 roku, a w tym samym roku był w kadrze reprezentacji Japonii na Puchar Azji, gdzie jego ekipa zwyciężyła. Rok później brał udział w Pucharze Konfederacji. W 2006 roku został powołany przez Zico na mundial, jednak z powodu urazu uda nie mógł wystąpić w tym turnieju.